# Stilpon isaanensis
Stilpon isaanensis är en tvåvingeart som beskrevs av Igor Shamshev och Patrick Grootaert 2004. Stilpon isaanensis ingår i släktet Stilpon och familjen puckeldansflugor.
Artens utbredningsområde är Thailand. Inga underarter finns listade i Catalogue of Life.